# Bermudavråk
Bermudavråk (Bermuteo avivorus) är en utdöd fågel i familjen hökar inom ordningen hökfåglar.

## Förekomst och utdöende
Bermudavråken placeras som ensam art i släktet Bermuteo. Arten förekom tidigare på ön Bermuda i Atlanten och beskrevs så sent som 2008 från subfossila lämningar. Observationer av rovfåglar på ön 1603 tros härröra till bermudavråken. Det är oklart varför den dog ut, möjligen på grund av en kombination av jakt och införsel av främmande arter.

## Utseende och levnadssätt
Arten uppvisade kraftiga skillnader mellan könen och hade mycket kraftiga ben. Med största sannolikhet levde den av småfåglar, möjligen också ödlor och fladdermöss.